# Merry Clayton
Savannah Churchill, (Gert Town, 1948. december 25. –) amerikai soul- és gospel-énekesnő. Mások mellett Mick Jaggerrel duettet énekelt a The Rolling Stones „Gimme Shelter” című dalában. Kiemelkedő szerepe volt a „20 Feet from Stardom” című Oscar-díjas dokumentumfilmben, amely a vokálénekesekről és a azoknak zeneiparhoz való hozzájárulásáról szól.
Clayton háttérénekesként hallható Pearl Bailey, Phil Ochs, Burt Bacharach, Tom Jones, Joe Cocker, Linda Ronstadt, Carole King, Tori Amos dalaiban, valamint Neil Young debütáló albumának számos számában.

## Pályafutása
Clayton New Orleansban nőtt fel. Idejének nagy részét apja egyházközségében, a New Zion Baptist Churchben töltötte. Miután Los Angelesbe költözött, találkozott a Blossoms tagjaival, akik meggyőzték, hogy fogjon zenei karrierbe. Clayton maga is rögzítette a Gimme Sheltert, és debütáló albumának is ezt a címet adta. 
A „Merry Clayton” (1971) és „Keep Your Eye on the Sparrow” (1975) albumokkal felkerült az amerikai LP-listákra. Az 1980-as „Emotion” albumon futólag a diszkózenének szentelte magát. Legnagyobb sikere és talán legismertebb felvétele a „Yes” című dal a Dirty Dancing című film filmzenéjéből, ami 1988-ban a dal elérte a 45. helyet az amerikai slágerlistákon. 
1970. és 1988. között összesen öt kislemeze került fel a slágerlistákra.
Clayton a hatvanas évek vége óta nagyon keresett vokalista volt: többek között Neil Young, Joe Cocker, Linda Ronstadt, Carole King, Billy Preston és Ringo Starr albumain szerepelt. Ezek a művészek büszkék voltak arra, hogy közreműködtek Clayton albumain. Viszont az a tény, hogy nagy kereslet mutatkozott rá vokalistaként − a dolog természete folytán − akadályozta, hogy ő maga jelentős sztárrá válhasson. A 2013-ban bemutatott Oscar-díjas 20 Feet from Stardom című dokumentumfilmnek pont ez a témája. 
Clayton időnként színészként is szerepelt. Többek között Verna Dee Jordant alakította a Cagney & Lacey című sorozat több epizódjában (1987, -88).
2014. június 16-án Clayton súlyos sérüléseket szenvedett, és majdnem meghalt egy autóbalesetet követően Los Angelesben. A balesetben térdénél mindkét lábát amputálni kellett.
Clayton Curtis Amy dzsesszzenész házastársa volt. Fiuk, Kevin Amy, szintén zenei karriert futott be. Testvére, Sam Clayton, a Little Feat zenekar ütőhangszerese.

## Albumok
- 1970: Gimme Shelter
- 1971: Celebration
- 1971: Merry Clayton
- 1975: Keep Your Eye on the Sparrow
- 1979: Emotion
- 1994: Miracles
- 2021: Beautiful Scars

## Filmek
- 1984: Blame It on the Night (sajátmaga)
- 1987: Maid to Order
- 2013: 20 Feet from Stardom (sajátmaga)